# Hans Reutlinger
Hans Reutlinger (* 28. März 1929; † 31. August 2003) war ein Schweizer Fussballspieler.
Das erste Spiel bei den Erwachsenen bestritt er bereits im Alter von 15 Jahren in der Saison 1943/1944, als er am letzten Spieltag, am 11. Juni 1944, im 3. Liga-Spiel des FC Glarus auswärts gegen den FC Langnau (am Albis) beim 7:4-Sieg eingesetzt wurde. Der Umstand seines Einsatzes verdankt er der Situation, dass viele Spieler des FC Glarus im Aktiv-Dienst waren und daher nicht einsetzbar waren.
Der Glarner hatte in den Fünfziger- und Sechzigerjahren in der Nationalliga A für Young Fellows und den FC Zürich gespielt.
Reutlinger spielte insgesamt 66 Pflicht-Spiele für den FC Zürich (Meisterschaft, Schweizer-Cup, Europapokal), wobei ihm insgesamt 8 Tore gelangen.
Er zierte die Titelseite der Schweizer Illustrierten vom 28. September 1959.
Sein einziges Länderspiel absolvierte Reutlinger 1960 (27. März 1960) in einem Testspiel gegen Belgien im Heyselstadion von Brüssel vor 45'000 Zuschauern, welches die Schweiz 3:1 verlor.
| Personendaten    | Personendaten             |
| ---------------- | ------------------------- |
| NAME             | Reutlinger, Hans          |
| KURZBESCHREIBUNG | Schweizer Fussballspieler |
| GEBURTSDATUM     | 28. März 1929             |
| STERBEDATUM      | 31. August 2003           |